# ケニー・ハリソン
ケニー・ハリソン（Kenny Harrison, 出生名：ケリー・ハリソン（Kerry Harrison）、1965年2月13日 - ）は、アメリカ合衆国の陸上競技選手。1996年アトランタオリンピック男子三段跳の金メダリストである。
ハリソンは、1991年の世界陸上で金メダルを獲得した。翌年の1992年バルセロナオリンピックはけがのため出場できなかったが、1996年アトランタオリンピックで復活し金メダルを獲得した。
数少ない18mジャンパーの1人である。

## 主な実績
| 年   | 大会                     | 場所                         | 種目   | 結果 | 記録   |
| ---- | ------------------------ | ---------------------------- | ------ | ---- | ------ |
| 1987 | ユニバーシアード         | ザグレブ（ユーゴスラビア）   | 三段跳 | 銀   | 17.07m |
| 1991 | 世界陸上選手権           | 東京（日本）                 | 三段跳 | 金   | 17.78m |
| 1996 | オリンピック             | アトランタ（アメリカ合衆国） | 三段跳 | 金   | 18.09m |
| 1996 | IAAFグランプリファイナル | ミラノ（イタリア）           | 三段跳 | 3位  | 17.21m |

## 自己ベスト
- 三段跳 18.09m（1996年） 世界歴代3位